# Ernest Harry Rodd
Pour les articles homonymes, voir Rodd.
Ernest Harry Rodd, né en 1888 et mort le 22 juillet 1970, est un chimiste britannique.

## Biographie
Éduqué à l'internat Christ's Hospital dans le Sussex, il étudie ensuite au Collège technique central de South Kensington et y devient chercheur. Il y travaille sur la morphologie des crystaux dans le benzène. Il travaille ensuite un temps pour le Laboratoire national de physique, puis pour l'entreprise d'industrie chimique Levinstein Ltd (en) à Manchester. À partir des années 1930, il est l'agent de liaison entre l'entreprise et les départements de chimie des universités.
Après sa retraite, il se consacre à la direction d'un ouvrage en dix volumes, The Chemistry of Carbon Compounds (sur la chimie des composés comprenant du carbone), qui paraît entre 1951 et 1962 et le rend bien connu des chercheurs en chimie à travers le monde. 